# خان الصعاليك
خان الصعاليك: الصعاليك (جمع صعلوك)، وقال في المجمع وغيره: الصعلوك الفقير الذي لا مال له. وهو احد خانات مدينة سامراء، ويقع في قبلتها، في محلة العسكر، تنزل فيه القوافل، وعرض حائطه مترين، ووجدوا أثره ممتداً الى قبالة صحن مرقد علي الهادي. كان قائماً سنة 232 ه‍، عهد الخليفة العباسي المتوكل. وقد أقام فيه علي الهادي يومه عند وصوله إلى سامراء للاستقرار فيها قبل ان يدخل على المتوكل.ثم تقدم المتوكل بافراد دار له فانتقل اليها، وانزله فيها مدة مقامه بسر من رأى.